# Гебхардт, Роберт
Роберт Гебхарт (нем. Robert Gebhardt; 20 сентября 1920, Нюрнберг — 8 февраля 1986, Нюрнберг) — немецкий футболист, полузащитник, а также футбольный тренер.

## Карьера игрока
Свою футбольную карьеру Роберт Гебхарт начал в клубе «Нюрнберг», за который он выступал в Гаулиге «Бавария». Во время Второй мировой войны с 1943 по 1945 год он играл за гамбургский «Люфтваффен», с которым уступил в 1943 году в финале Кубка Германии клубу «Вена» и в финале чемпионата Германии «Дрезднеру».
После окончания войны Гебхарт возвращается в «Нюрнберг», участвовавший на тот момент в Оберлиге «Юг». Суммарно за эту команду он сыграл 125 матчей и отметился 22 голами. 8 августа 1948 года в Кёльне Гебхарт помог обыграть «Кайзерслаутерн» в финале чемпионата Германии. После победы в розыгрыше Оберлиги «Юг» 1950 года он переехал вновь в Гамбург в ФК «Санкт-Паули», за который забил 2 мяча в 59 играх.
Как игрока Гебхарта описывали следующим образом: «Он был интереснейшим игроком „Нюрнберга“ после Второй мировой войны, основным левым полузащитником и обладал большой наступательной мощью. Возможно, был излишне упрям». «Всегда обладавший излишним весом левый полузащитник очаровывал своей техникой, внешностью и силой удара. Благодаря бизнесу родителей он договорился со скотобойней и поставлял в команду продукты в первые голодные годы после войны».
В 1953 году тренер Хельмут Йоханссен пригласил Гебхарта в «Бремерхафен». После ухода Йоханссена в «Хольштайн» Роберт стал играющим тренером команды и занял в 1955 году второе место в Оберлиге «Север». Таким образом, он вывел клуб в финальную часть чемпионата Германии, где на групповом этапе он столкнулся с клубами «Ворматия», «Киккерс» и «Рот-Вайсс» (Эссен), который завершил на втором месте с шестью очками (первое место занял будущий чемпион «Рот-Вайсс»).

## Тренерская карьера
В 1956 году Гебхарт получил лицензию тренера и продолжил руководить «Бремерхафеном» до 1958 года, когда перешёл в «Зодинген». Ему не удалось избежать вылета из Оберлиги «Запад» в сезоне 1958/59, но уже на следующий год он вновь вернул команду в высший дивизион. В сезоне 1960/61 Гебхарт перешёл в «Аугсбург» и вместе с лидером команды Хельмутом Халлером вывел её на следующий сезон в Оберлигу «Юг».
Далее он возглавил в сезоне 1963/64 «Вупперталь» и занял с ним второе место вслед за «Алеманией» из Ахена в Регионаллиге «Запад». На следующий сезон он повторил этот результат, но уже вслед за «Арминией». После он отработал два года в «Гройтер Фюрте».
С 1 июля 1968 года Гебхарт стал главным тренером «Дуйсбурга» и впервые принял участие в новообразованной Бундеслиге. Из-за низкого положения команды в сезоне 1969/70 он был отправлен в отставку, и позже присоединился к «Вердеру», где также задержался чуть более одного сезона. В 1972 году Гебхарт возглавил «Ваккер (Инсбрук)» и привёл его к победе в чемпионате и кубке страны. Последние годы своей тренерской карьеры он провёл в своём родном клубе «Нюрнберге».